# Хаболово
Хаболово је насељено место у Русији. Припада лењинградској области. Налази се на 19 метара надоморске висине.